# Dezember 1987
Portal Geschichte | Portal Biografien | Aktuelle Ereignisse | Jahreskalender | Tagesartikel

◄ |
19. Jahrhundert |
20. Jahrhundert
| 21. Jahrhundert

◄ |
1950er |
1960er |
1970er |
1980er
| 1990er | 2000er | 2010er | ►

◄ |
1983 |
1984 |
1985 |
1986 |
1987
| 1988 | 1989 | 1990 | 1991 | ►

◄ |
September 1987 |
Oktober 1987 |
November 1987 |
Dezember 1987 |
Januar 1988 |
Februar 1988 |
März 1988 |
►
Dieser Artikel behandelt aktuelle Nachrichten und Ereignisse im Dezember 1987.

## Tagesgeschehen

### Dienstag, 1. Dezember 1987
- Dover/Vereinigtes Königreich: Erste Bohrungen an der Shakespeare-Klippe markieren den Baubeginn eines Eisenbahn-Tunnels unter dem Ärmelkanal, der die Städte Calais in Frankreich und Folkestone im Vereinigten Königreich verbinden soll.[1][2]

### Samstag, 5. Dezember 1987
- St. Josef/Österreich: In der Steiermark wird zum ersten Mal in Österreich zweifelsfrei ein Exemplar der Tierart Goldschakal nachgewiesen. Das Tier stirbt bei einer Treibjagd. Ob die Art in Österreich in der Historie einmal heimisch war und dann von Menschen ausgerottet wurde, ist umstritten.[3]

### Sonntag, 6. Dezember 1987

Die Qualität des Fernverkehrs in der Schweiz soll steigen

- Bern/Schweiz: Die Stimmberechtigten nehmen in einer Volksabstimmung den Bundesbeschluss zum Konzept Bahn 2000 an. Zudem wird eine Volksinitiative entgegen der üblichen Abstimmungspraxis nicht von den Stimmberechtigten verworfen, sondern angenommen. Es handelt sich um die Rothenthurm-Initiative zum Schutz der Moore. Die Armee hatte in Rothenthurm die fragliche Landschaft zum Standort eines Waffenplatzes bestimmt.[4]

### Dienstag, 8. Dezember 1987

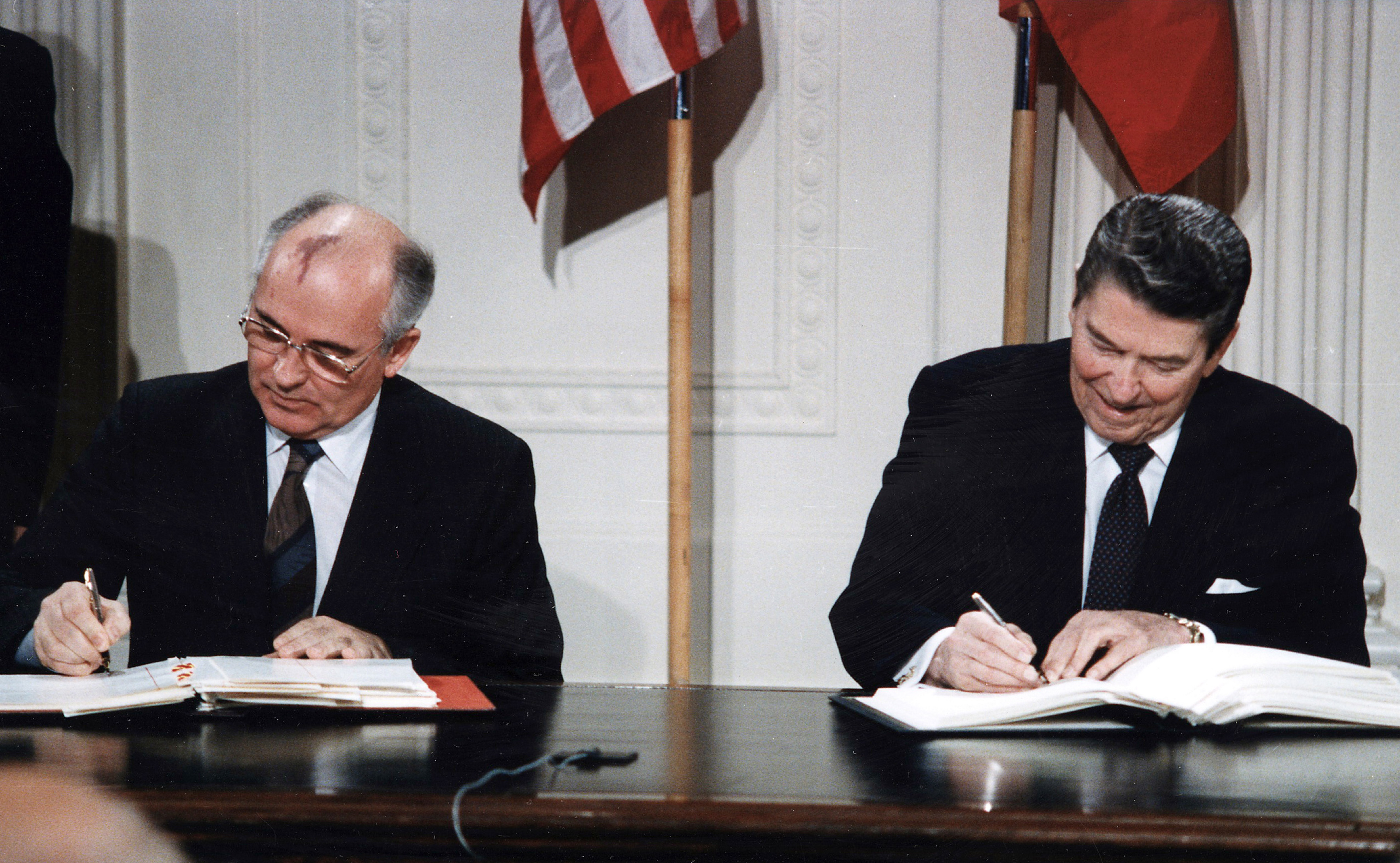
Gorbatschow, Reagan

- Frankfurt am Main/Deutschland: Das Landgericht hebt das Urteil gegen den Arzt Peter Augst für die Verbreitung des Slogans „Soldaten sind Mörder“ auf, denn das Wort „Soldaten“ bezieht sich in der verwendeten Form weder auf eine individuelle Person noch auf die Bundeswehr und faktisch liegen weder eine persönliche Beleidigung noch ein Angriff auf die persönliche Ehre der Bundeswehr-Soldaten vor.[5]
- Gazastreifen/Israel: Ein tödlicher Straßenverkehrsunfall im Gazastreifen, den der Fahrer eines Lkw der Israelischen Verteidigungsstreitkräfte verursacht, verschärft ohne Einflussnahme durch politische Führungspersonen den Israelisch-Palästinensischen Konflikt. Die beiden Hauptmerkmale des Konflikts sind der Bau von Siedlungen durch Juden auf Boden, der im Waffenstillstandsabkommen von 1949 dem palästinensischen Teil des Landes zugesprochen wurde, und das robuste Auftreten der israelischen Streitkräfte in diesen Gebieten.[6]
- Washington, D.C./Vereinigte Staaten: Im INF-Vertrag sichern sich der De-facto-Regierungschef der Sowjetunion Michail Gorbatschow und US-Präsident Ronald Reagan gegenseitig die Vernichtung aller Flugkörper mit Reichweiten zwischen 500 km und 5.500 km zu, die mit nuklearen Sprengköpfen bestückt werden können. Gleichzeitig vereinbaren sie den Rückbau der Abschussvorrichtungen und ein Produktionsverbot für Mittelstreckenraketen.[7]

### Freitag, 11. Dezember 1987
- Saragossa/Spanien: Ein Sprengstoffanschlag vor einer Kaserne der paramilitärischen Polizeieinheit Guardia Civil fordert zwölf Todesopfer. Neben vier Beamten kommen vier Kinder und drei Zivilistinnen ums Leben. Der Urheber ist die baskische Terrororganisation ETA.[8]

### Sonntag, 13. Dezember 1987
- Brüssel/Belgien: Nach dem Rücktritt der Regierung unter Wilfried Martens von den Flämischen Christsozialen (CVP) im Oktober finden vorgezogene Wahlen zur Abgeordnetenkammer und zum Senat statt. Von den vier Regierungsparteien gewinnt nur die Partei für Freiheit und Fortschritt (PVV) Mandate hinzu, dennoch erreichen die CVP, die Wallonischen Christsozialen, die Liberale Reformpartei und die PVV gemeinsam die absolute Stimmenmehrheit.
- Tokio/Japan: Der FC Porto aus Portugal gewinnt das Spiel um den Fußball-Weltpokal für Vereinsmannschaften mit 2:1 nach Verlängerung gegen den Club Atlético Peñarol aus Montevideo in Uruguay.[9]

### Dienstag, 15. Dezember 1987
- Berlin/Deutschland: Der in den letzten Jahren umgebaute und sanierte Ostbahnhof im Bezirk Friedrichshain – der größte Bahnhof in Ost-Berlin – wird in „Berlin Hauptbahnhof“ umbenannt.[10]

### Mittwoch, 16. Dezember 1987
- Seoul/Südkorea: Die im Juli nach einem öffentlichen Aufruhr im Namen der Demokratie angesetzten Präsidentschaftswahlen finden statt und liefern Roh Tae-woo von der Demokratischen Gerechtigkeitspartei die Bestätigung der Wähler für die Übernahme des obersten politischen Amts, nachdem ihn Militärmachthaber Chun Doo-hwan bereits im Juni für dieses Amt ausgewählt hatte.[11][12]

### Freitag, 18. Dezember 1987
- Sevilla/Spanien: In den Spielen um die Schach-Weltmeisterschaft begegnen sich zum vierten Mal in vier Jahren der amtierende Weltmeister Garri Kasparow aus der Sowjetunion und sein Landsmann Anatoli Karpow. Nach 24 Partien feiert Kasparow die Verteidigung seines Titels.[13]

### Sonntag, 20. Dezember 1987
- Tablas-Straße/Philippinen: Die Fähre Doña Paz mit über 4.300 Personen an Bord kollidiert mit dem Tanker Vector, dessen Ladung durch den Aufprall explodiert. Bedingt durch die Flammen können die Rettungsboote nicht genutzt werden. Beide Schiffe sinken innerhalb weniger Stunden. Das Schiff Don Claudio rettet später 26 Überlebende des Unglücks, die unter den Flammen hindurchschwimmend dem lebensgefährlichen Bereich entkamen.[14][15]

### Montag, 21. Dezember 1987
- Ankara/Türkei: Der amtierende Ministerpräsident Turgut Özal von der durch ihn selbst ins Leben gerufenen Mutterlandspartei (ANAP) bildet nach dem Erfolg seiner Partei bei der Parlamentswahl im Herbst das Kabinett Özal II, dem ausschließlich Mitglieder der ANAP angehören.[16]

### Samstag, 26. Dezember 1987
- Barcelona/Spanien: Ein katalanischer Nationalist verübt einen Bombenanschlag auf die „Bar Iruna“ der United Service Organizations, in der sich zu diesem Zeitpunkt viele Angehörige der Streitkräfte der Vereinigten Staaten aufhalten. Ein Soldat wird tödlich verwundet und neun weitere Personen werden verletzt.[17]

### Donnerstag, 31. Dezember 1987
- Harare/Simbabwe: Der seit 1980 amtierende Premierminister Robert Mugabe von der Partei Afrikanische Nationalunion von Simbabwe – Patriotische Front wird als neuer Präsident des Landes vereidigt. Der Posten des Premierministers entfällt. Das Amt des Präsidenten wird um die Funktion des Regierungschefs erweitert. Der bisherige Präsident Canaan Banana widmet sich künftig neuen Aufgaben bei der internationalen Organisation für Afrikanische Einheit.[18]